# Epic (Blood-on-the-Dance-Floor-Album)
Epic ist das dritte Studioalbum der Band Blood on the Dance Floor aus Orlando (Florida). Es wurde am 5. Oktober 2010 unter dem Label Candyland Records veröffentlicht und ist das erste Studioalbum mit dem neuen Screamer der Band Jayy von Monroe.

## Veröffentlichung und Promotion
Das Album erschien als Download und als CD. Auf der offiziellen Merchandise-Seite von Blood on the Dance Floor konnte man die Standard-Version des Albums vorbestellen und ein Fan-Paket, das neben dem Album ein signiertes Poster, Armbänder und Sticker enthielt. Auf dem Album sollten ursprünglich die Songs „D.U.I.“, „Inject Me Sweetly“ und „Sexting Remix“ enthalten sein, die allesamt Lyrics von Jeffree Star enthielten. Aufgrund einer Fehde zwischen Star und der Band wurden die Songs jedoch ausgetauscht; so wurde zum Beispiel „Inject Me Sweetly“ neu überarbeitet und Stars Teil wurde von Jayy von Monroe übernommen. „D.U.I.“ wurde später auch ohne Jeffree Star veröffentlicht und als Gratis Download angeboten, die Version mit Star ist jedoch inoffiziell im Internet geleakt.
Für das Album wurden außerdem zwei Musikvideos veröffentlicht; „Believe“ und „Death to Your Heart“. Ein Musikvideo für „Sexting“ wurde zwar angekündigt, aber nie veröffentlicht.
Die Songs „Horrifically Delicious“, „Lookin' Hot Dangerous!“ und „I.D.G.A.F“ sind bereits früher veröffentlicht worden. Die Songs, die teilweise jedoch noch mit Garrett Ecstasy aufgenommen wurden, wurden überarbeitet und verbessert.

### Artwork
Das Foto für das Albumcover zeigt Vanity und Jayy von Monroe vor einem grünen Hintergrund. Beide tragen auffällige Kontaktlinsen und Make-up.

### Singles
- „Candyland“
- „Death to Your Heart“
- „Lose Control“
- „Party On“
- „Sexting“
- „Success Is the Best Revenge!“
- „What Dreams Are Made Of“

## Trackliste
| Titel                       | Länge |
| --------------------------- | ----- |
| Death to Your Heart!        | 3:14  |
| Beautiful Surgery           | 3:48  |
| Sugar Rush                  | 3:41  |
| Lose Control                | 3:51  |
| Candyland                   | 3:26  |
| Horrifically Delicious      | 3:41  |
| Lookin’ Hot Dangerous!      | 3:24  |
| Inject Me Sweetly           | 3:14  |
| Sexting                     | 3:40  |
| Lovestruck                  | 3:26  |
| Scream for My Icecream      | 2:58  |
| Believe                     | 3:57  |
| I’m What Dreams Are Made Of | 3:28  |
| It’s On Like Donkey Kong!   | 2:46  |
| Party On                    | 3:31  |
| Sluts Get Guts              | 3:55  |
| You Done Goofed             | 5:01  |
| Success Is the Best Revenge | 3:12  |
| Innocent High               | 3:27  |
| I.D.G.A.F.                  | 3:25  |
| Fuck the Rest, We the Best! | 3:44  |
| An Epic of Epicness         | 0:46  |

### Outtakes
- D.U.I.  (featuring Jeffree Star)
- Inject Me Sweetly  (featuring Jeffree Star)
- Sexting Remix  (featuring Jeffree Star)

## Musikvideos
| Jahr | Song                 | Album |
| ---- | -------------------- | ----- |
| 2010 | Believe              | Epic  |
| 2010 | Death to Your Heart! | Epic  |